# Choca-selada
Choca-selada (nome científico: Thamnophilus cryptoleucus) é uma espécie de ave pertencente à família dos tamnofilídeos. Pode ser encontrada no Brasil, Colômbia, Equador e Peru.
Seu nome popular em língua inglesa é "Castelnau's antshrike".